# Minzuhar, Kărdjali
Minzuhar (în bulgară Минзухар) este un sat în comuna Cernoocene, regiunea Kărdjali,  Bulgaria. 

## Demografie
Componența etnică a satului Minzuhar
     Turci (98,54%)
     Nicio identificare (1,45%)
     Altele (0%)
La recensământul din 2011, populația satului Minzuhar era de 480 locuitori. Din punct de vedere etnic, majoritatea locuitorilor (98,54%) erau turci. Pentru 1,45% din locuitori nu este cunoscută apartenența etnică.